# Syngonosaurus macrocercus
Syngonosaurus macrocercus es la única especie conocida del género dudoso extinto Syngonosaurus (gr. “lagarto pariente”) de dinosaurio ornitisquio, ornitópodo que vivió a mediados del período Cretácico, hace aproximadamente 100 millones de años, en el Albiense, en lo que es hoy Europa. Aunque varias veces se lo considera un anquilosaurio sinónimo de Acanthopholis o Anoplosaurus en el pasado, trabajos recientes muestran que es un iguanodonte.  La especie tipo , S. macrocercus, fue descrita por el paleontólogo británico Harry Seeley en 1879 y luego fue sinonimizada con Acanthopholis, pero el género fue restablecido en un estudio de 2020, cuando Syngonosaurus y Eucercosaurus fueron reinterpretados como iguanodontianos basales.
En 1869 , Harry Govier Seeley nombró varias especies nuevas de Acanthopholis basándose en restos de Cambridge Greensand. Acanthopholis macrocercus  basado en especímenes CAMSM B55570-55609, Acanthopholis platypus, CAMSM B55454-55461 y Acanthopolis stereocercus, CAMSM B55558 55569. Más tarde, Seeley dividió el material de Acanthopholis stereocercus y basó una nueva especie de Anoplosaurus en parte de él, Anoplosaurus major. También describió una nueva especie, Acanthopholis eucercus, sobre la base de seis vértebras caudales, CAMSM 55552-55557. Sin embargo, en 1902 , Franz Nopcsa lo cambió por otra especie de Acanthopholis, Acanthopholis major. Nopcsa al mismo tiempo cambió el nombre de Anoplosaurus curtonotus a Acanthopholis curtonotus. En 1879, Seeley nombró al género Syngonosaurus basándose en parte del material tipo de A. macrocercus. En 1956 , Friedrich von Huene cambió el nombre de A. ornitorrinco a Macrurosaurus platypus.
En 1999 Xabier Pereda-Superbiola y Paul M. Barrett revisaron todo el material de Acanthopholis. Concluyeron que todas las especies eran nomina dubia cuyos especímenes sintípicos eran compuestos de restos de anquilosaurianos y ornitópodos no diagnósticos, incluyendo Syngonosaurus. Syngonosaurus fue visto como un anquilosauriano tanto en una publicación de 2001 como en una publicación de 2004. Syngonosaurus fue sinonimizado con Acanthopholis en 1999, pero el género fue restablecido en un estudio de 2020, cuando Syngonosaurus y Eucercosaurus fueron reinterpretados como iguanodontido basales.